# Wim van den Goorbergh
Wim van den Goorbergh (Breda, 7 april 1948) is een Nederlandse econoom en bankier.
Hij studeerde econometrie aan de Universiteit van Tilburg en was daarna van 1971 tot 1980 aan deze instelling werkzaam bij de vakgroep Algemene Leer en Geschiedenis van de Economie. Van 1980 tot 2002 was hij werkzaam bij Rabobank Nederland in diverse leidinggevende functies, laatstelijk als plaatsvervangend voorzitter en CFO van de Raad van Bestuur.
Sindsdien was hij actief als toezichthouder en bestuurder bij diverse ondernemingen en instellingen, zoal NIBC Bank, Bank Nederlandse Gemeenten, Mediq, Dela, Welten, Radboud Universiteit Nijmegen, Radboudumc en het Nexus Instituut. Hij was voorzitter van de Stichting Stabat Mater. Als lid van de Adviescommissie Toekomst Banken (Commissie-Maas) legde hij mede de basis voor de Code Banken. Sinds oktober 2019 is hij lid van het bestuur van NLFI